# 菲利内瓦尔达诺
菲利内瓦尔达诺（義大利語：Figline Valdarno），原为意大利托斯卡纳大区佛罗伦萨广域市的一个市镇。总面积71平方公里，人口16987人，人口密度239.3人/平方公里（2009年）。ISTAT代码为048016。
2014年1月1日，菲利内-瓦尔达诺和因奇萨-因瓦尔达诺市镇合并为新的菲利内和因奇萨-瓦尔达诺市镇。